# Kommunismen och terrorn
Kommunismen och terrorn är en politisk bok skriven av Röda arméns ledare Lev Trotskij 1920, i vilken författaren förklarar och försvarar behovet av att använda "röd terror" mot bolsjevikernas fiender i ryska inbördeskriget, främst på grund av att de använde "vit terror" mot bolsjevikerna. Boken berör också Rysslands reorganisering efter inbördeskriget. Boken utgavs på svenska år 1921. Det finns även en översättning av trotskisten Kent-Åke Andersson. Hans förord innehåller kritik mot de argument Trotskij lägger fram i fråga om arbetets organisering efter inbördeskriget. Denna kritik framfördes också av Rysslands kommunistiska parti (bolsjevikerna), bland annat av Lenin.
Trotskijs bok är ett svar på en antikommunistisk bok av Karl Kautsky med samma namn; Trotskijs bok bär dock undertiteln Anti-Kautsky. 

## Utgåvor
- Trotskij, Lev (1920) (på ryska). Terrorizm i kommunizm: [Terrorism och kommunism.]. Peterburg. Libris 3138352
  - Trotskij, Lev (1921). Kommunismen och terrorn: (anti-Kautsky). Stockholm: Fram. Libris 1281467